# Immanueru Sogo Dendo Dan
Immanueru Sogo Dendo Dan är en japansk kristen kyrka, bildad i Tokyo den 21 oktober 1945 av David Tsugio Tsutada, som kallats Japans John Wesley. 
1949 grundade Tsutada även Immanuel Bible Training College, som examinerar pastorer inom kyrkan.
1954 grundade man Immanuel Wesleyan Federation tillsammans med de japanska grenarna av World Gospel Mission och Wesleyan World Mission.
1988 hade man över 10 000 medlemmar, över hela landet.
Kyrkan tillhör Christian Holiness Partnership.